# Вітцеце
Вітцеце (нім. Witzeeze) — громада в Німеччині, розташована в землі Шлезвіг-Гольштейн. Входить до складу району Герцогство Лауенбург. Складова частина об'єднання громад Бюхен.
Площа — 10,46 км2. Населення становить 900 ос. (станом на 31 грудня 2020).